# 다마고카케고한

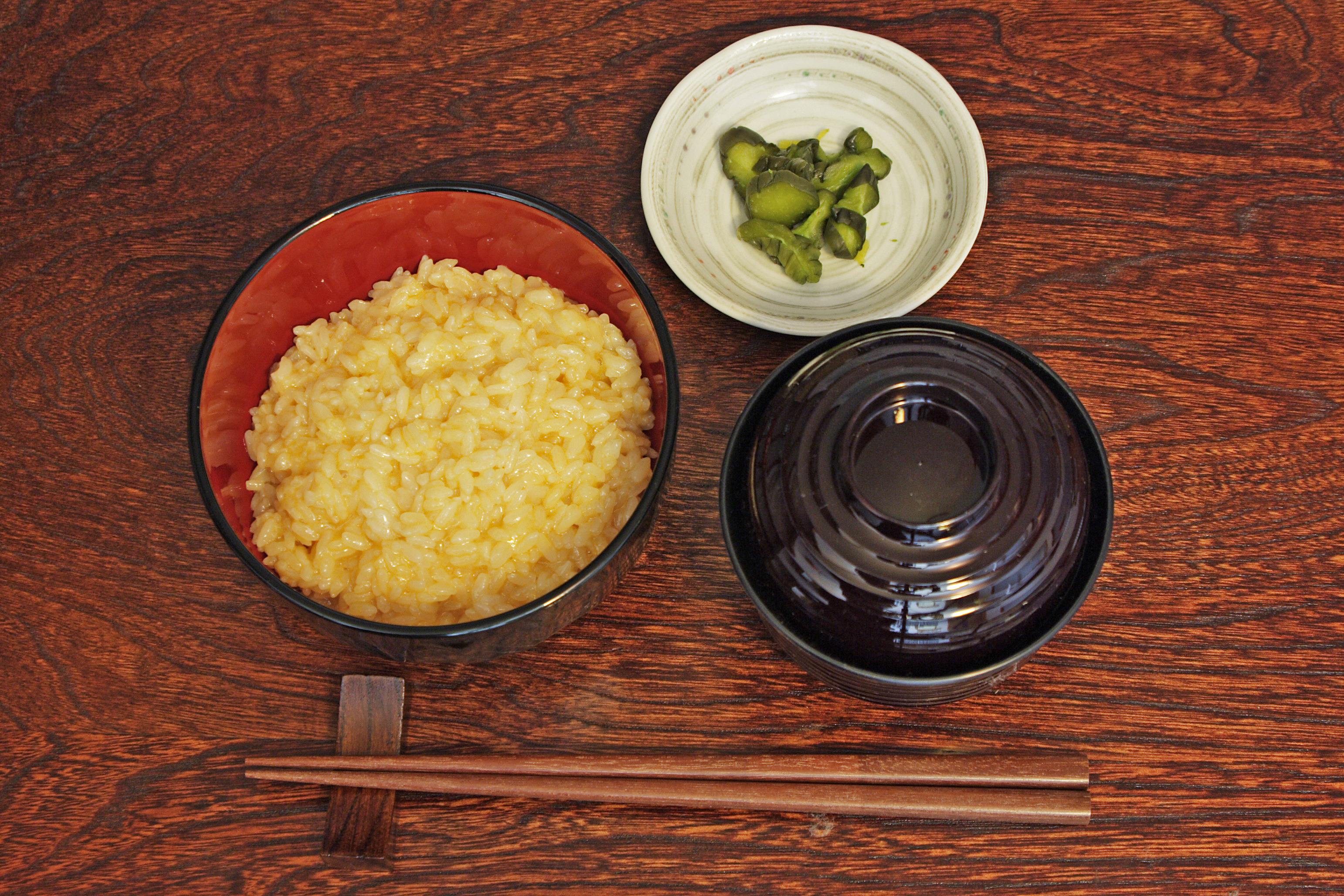

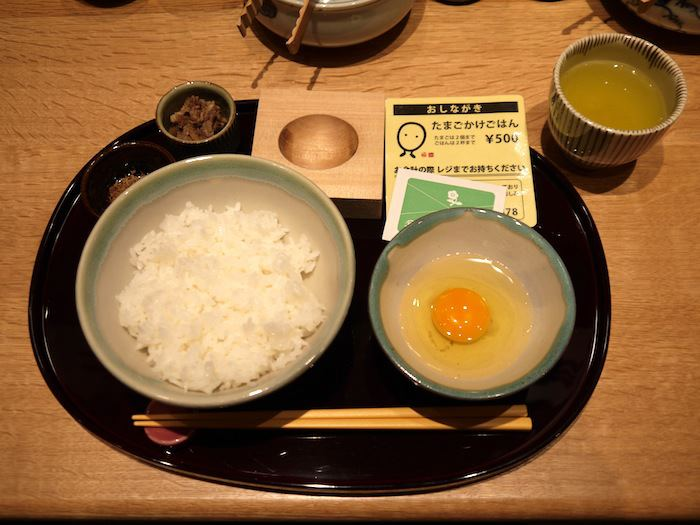

다마고카케고한(일본어: 卵かけご飯)은 대중적인 일본 아침 식사이다. 날달걀과 간장 및 조리된 일본식 쌀밥으로 구성된다.

## 배경
다마고카케고한은 밥 위 또는 밥과 섞은 채로 날달걀을 넣은 음식이다. 계란 노른자만 사용하는 경우도 있다.

## 같이 보기
- 간장계란밥
- 오므라이스
- 일본 요리